# Stylaster filogranus
Stylaster filogranus is een hydroïdpoliep uit de familie Stylasteridae. De poliep komt uit het geslacht Stylaster. Stylaster filogranus werd in 1871 voor het eerst wetenschappelijk beschreven door Pourtalès. 